# Cheiridium fallax
Espèce
Cheiridium fallax est une espèce de pseudoscorpions de la famille des Cheiridiidae.

## Distribution
Cette espèce est endémique du Cap-Oriental en Afrique du Sud. Elle se rencontre vers Alexandria.

## Description
Cheiridium fallax mesure de 1,1 à 1,15 mm

## Publication originale
- Beier, 1970 : Zur Kenntnis der afrikanischen Arten der Gattung Cheiridium Menge. Annalen des Naturhistorischen Museums in Wien, vol. 74, p. 57-61 (texte intégral).